# Avid Technology

Logo

Avid Technology is een Amerikaanse onderneming die marktleider is op het gebied van digitale niet-lineaire montagesystemen voor video en audio. Talloze films zijn gemonteerd op een Avid-systeem en het heeft nagenoeg de ouderwetse manier van het fysieke filmmontage vervangen.
Avid bracht het eerste succesvolle systeem op de markt dat de combinatie maakte tussen het snelle videomonteren en non-lineaire filmmontage. Het systeem draaide aanvankelijk op Apple-computers, maar vanaf 1999 is het ook beschikbaar voor computers met het besturingssysteem van Microsoft, Windows. 
Er zijn verschillende producten, waaronder de Avid Media Composer, Avid Xpress en Avid Adrenaline.
Het hoofdkantoor van Avid is in Burlington (Massachusetts). Avid bestaat sinds 1987 en ging in 1993 naar de NASDAQ-beurs. Sindsdien heeft het bedrijf een aantal andere bedrijven overgenomen, waaronder Digidesign (de maker van Pro Tools).